# Edith Behring
Edith Behring (Rio de Janeiro, 1916 - 1996) foi uma gravadora, pintora e desenhista brasileira.
Estudou com Candido Portinari, Axl von Leskoschek e Carlos Oswald. Em 1953, recebeu uma bolsa de estudos do governo francês e foi estudar gravura em metal com Johnny Friedlaender em Paris. Na capital francesa, realizou sua primeira exposição individual, em 1955, na Galerie Saint Placide.
De volta ao Brasil, em 1957, lecionou no Instituto de Belas Artes, atual Escola de Artes Visuais do Parque Lage. Criou o Ateliê de Gravura do Museu de Arte Moderna do Rio de Janeiro em 1959, permanecendo na instituição por 10 anos.

## Principais exposições individuais
- 1955 – Galerie Saint Placide, Paris
- 1957 – Galerie la Roue, Paris
- 1959 – Museu de Arte Moderna, Rio de Janeiro
- 1961 – Biblioteca Nacional do Peru, Lima
- 1965 – Embaixada do Brasil, Roma
- 1973 – Galeria Rubbers, Buenos Aires
- 1976 – Embaixada do Brasil, Roma
- 1978 – Galerie Debret, Paris
- 1980 – Associação Paulista de Críticos de Arte, Săo Paulo
- 1986 – Cláudio Gil Studio de Arte, Rio de Janeiro[3].